# Dolittle
Dolittle (bra: Dolittle; prt: As Aventuras do Dr. Dolittle) é um filme estadunidense de comédia, fantasia e aventura, dirigido por Stephen Gaghan, e escrito por Gaghan e Thomas Shepherd. O filme foi baseado no personagem do Doutor Dolittle, criado por Hugh Lofting, e nas Viagens do Doutor Dolittle. O filme estrelou Robert Downey Jr. como o personagem principal.
O filme foi lançado em 17 de janeiro de 2020 nos Estados Unidos, e em 20 de fevereiro no Brasil, em distribuição pela Universal Pictures, tornando-o no primeiro filme baseado no Doutor Dolittle a não ser distribuído pela 20th Century Fox. O filme arrecadou mais de 250 milhões de dólares em todo o mundo.

## Elenco

### Humanos
- Robert Downey Jr. como o Dr. John Dolittle, um veterinário viúvo capaz de falar com animais.
- Kasia Smutniak como Lily Dolittle, esposa falecida de John Dolittle.
- Harry Collett como Tommy Stubbins, o auto-nomeado aprendiz de Dolittle.
- Antonio Banderas como Rassouli, o rei dos piratas, que era o pai de Lily e o sogro de John Dolittle.
- Michael Sheen como Dr. Blair Müdfly, um antigo colega de escola e rival de Dolittle que gradualmente se impressiona com a habilidade especial de Dolittle.
- Jim Broadbent como Lord Thomas Badgley, um dos presidentes intrigantes da rainha.
- Jessie Buckley como a Rainha Vitória, a rainha da Inglaterra.
- Carmel Laniado como Lady Rose, uma dama de honra da rainha e amiga de Tommy.
- Ralph Ineson como Arnall Stubbins, tio de Tommy.
- Joanna Page como Bethan Stubbins, tia de Tommy.
- Sonny Ashbourne Serkis como Arnall Stubbins Jr., primo de Tommy.

### Animais (vozes)
- Emma Thompson como Polynesia (Polly), uma arara inteligente, obstinada e a consultora mais confiável de Dolittle.
- Rami Malek como Chee-Chee, um gorila ansioso e medroso, mas nobre.
- John Cena como Yoshi, um urso-polar otimista que sempre sente frio e usa um chullo.
- Kumail Nanjiani como Plimpton, um avestruz cínico e exigente, mas bem-intencionado, que usa meias listradas e briga com Yoshi.
- Octavia Spencer como Dab-Dab, uma pata entusiasmada e louca com uma perna de metal.
- Tom Holland como Jip, um cão Lurcher de pelos longos leal que usa óculos.
- Craig Robinson como Kevin, um esquilo-vermelho louco e com atitude que é ferido acidentalmente por Tommy e depois salvo por Dolittle.
- Ralph Fiennes como Barry, um tigre feroz que tem um passado com Dolittle.
- Selena Gomez como Betsy, uma girafa amigável.
- Marion Cotillard como Tutu, uma raposa que é amiga de Betsy.
- Jason Mantzoukas como James, uma libélula esperta que encontra Dolittle em uma cela da qual ele o ajuda a escapar.
- Frances de la Tour como Ginko-Que-Voa, um dragão cuspidor de fogo que guarda uma fruta mágica.
- Nick A. Fisher como Mini, uma petauro-do-açúcar fofa.

## Produção

### Desenvolvimento
Em 20 de março de 2017, foi anunciado que Robert Downey Jr. seria a estrela do filme de A Viagem do Doutor Dolittle. Em dezembro de 2017, Harry Collett e Jim Broadbent também foram escalados para o filme. Em fevereiro de 2018, Antonio Banderas e Michael Sheen entraram no elenco, enquanto Tom Holland, Emma Thompson, Ralph Fiennes e Selena Gomez foram escolhidos para as vozes de alguns dos animais no filme. Em março de 2018, Kumail Nanjiani, Octavia Spencer, John Cena, Rami Malek, Craig Robinson, Marion Cotillard, Frances de la Tour e Carmen Ejogo se juntaram ao elenco de vozes.

### Filmagens
As filmagens começaram em meados de fevereiro de 2018. As cenas começaram a serem filmadas em Kirby Lonsdale, Cumbria, Inglaterra, em maio de 2018, sendo, posteriormente, feito mais filmagens no Sul da Floresta de Windsor Great Park e na Ponte de Suspensão no Norte do país de Gales, em junho de 2018.

## Data de lançamento
O filme estava programado para ser lançado em 12 de abril de 2019, sendo distribuído pela Universal Pictures. Foi, anteriormente, previsto para ser lançado em 24 de maio de 2019, mas o estúdio teve que mudar a data porque era data de abertura contra a Disney, de Star Wars: Episódio IX. O lançamento ocorreu em 16 de janeiro de 2020 em Portugal, 17 de janeiro de 2020 nos Estados Unidos, e em 20 de fevereiro de 2020 no Brasil.

## Recepção

### Bilheteria
| Filme    | Receita                 | Receita         | Receita         | Ranking Geral | Ranking Geral | Orçamento       | Ref.  |
| Filme    | Estados Unidos e Canadá | Estrangeiro     | Total           | EUA e Canadá  | Mundialmente  | Orçamento       | Ref.  |
| -------- | ----------------------- | --------------- | --------------- | ------------- | ------------- | --------------- | ----- |
| Dolittle | US$ 77.047.065          | US$ 174.363.566 | US$ 251.410.631 | —º            | —º            | US$ 175 milhões | [ 1 ] |

### Críticas
| Filme    | Rotten Tomatoes    | Metacritic       | IMDb                    | CinemaScore | AdoroCinema |
| -------- | ------------------ | ---------------- | ----------------------- | ----------- | ----------- |
| Dolittle | 15% (242 resenhas) | 26 (46 críticas) | 5,6 (71 mil avaliações) | B           | 2,0         |